# Saraina rubrofasciata
Espèce
Saraina rubrofasciata est une espèce d'araignées aranéomorphes de la famille des Salticidae.

## Distribution
Cette espèce se rencontre en Côte d'Ivoire, au Nigeria et au Cameroun.

## Description
La carapace du mâle décrit par Azarkina en 2009 mesure 2,40 mm de long sur 1,90 mm et l'abdomen 2,30 mm de long sur 1,45 mm et la carapace de la femelle mesure 2,80 mm de long sur 2,20 mm et l'abdomen 2,90 mm de long sur 2,20 mm.

## Publication originale
- Wanless & Clark, 1975 : On a collection of spiders of the family Salticidae from the Ivory Coast (Araneae). Revue de zoologie africaine, vol. 89, p. 273-296.